# Normand Doiron
Pour les articles homonymes, voir Doiron.
 (décembre 2017).
Si vous disposez d'ouvrages ou d'articles de référence ou si vous connaissez des sites web de qualité traitant du thème abordé ici, merci de compléter l'article en donnant les références utiles à sa vérifiabilité et en les liant à la section « Notes et références ».
Normand Doiron est professeur de littérature française à l'Université McGill depuis 1988. Son ouvrage L'Art de voyager. Le déplacement à l'époque classique a remporté le prix Gabrielle-Roy 1996.

## Publications
- « La vengeance d'une déesse. La Médée de Pierre Corneille », Poétique, 3/2012, n° 171, p. 321-336 [lire en ligne]
- « L'être et l'espace. », Dix-septième siècle, 3/2011, n° 252, p. 489-500 [lire en ligne]
- « Saül sur la scène. Jean de la Taille, Saül le furieux, précédé de l’Art de la tragédie (1572) », Études françaises, vol. 44, no 2,‎ 2008, p. 33-50 (lire en ligne)
- « Poétique de la consolation classique. L'exemple du Recueil (1627) de Faret », Dix-septième siècle, 4/2007, n° 237, p. 779-798 [lire en ligne]
- « Terreur et supplication. La poétique aristotélicienne de la tragédie», Poétique, 3/2007, n° 151, p. 279-288 [lire en ligne]
- « Porcie, ou la tragédie du feu », Poétique, 4/2005, n° 144, p. 413-428 [lire en ligne]
- « Le Portique et la cour. Néo-stoïcisme et théorie de l'honnêteté au XVIIe siècle », Dix-septième siècle, 4/2001, n° 213, p. 689-698 [lire en ligne]
- « “La Réplique du monde” », Études françaises, vol. 21, no 2,‎ automne 1985, p. 61-89 (lire en ligne)

## Prix et distinctions
- Prix Gabrielle-Roy